# Eworsja
Eworsja – zjawisko niszczącego wpływu ruchu wirowego wody płynącej na dno cieku wodnego. Eworsja zaliczana jest do procesów erozji dennej.
Termin eworsja wywodzi się od łacińskiego vorso:  obracam i e-: z (czegoś), od (czegoś). Do literatury naukowej termin ten wprowadził w 1951 r. O. Ängeby.
Proces eworsji polega na drążeniu naturalnych zagłębień (mis, kotłów i rynien eworsyjnych) w dnie cieku wodnego (potoku, rzeki) wskutek abrazyjnej działalności pionowych zstępujących lub poziomych przydennych wirów wody, zwykle niosącej drobniejszy lub grubszy materiał rumowiskowy. Eworsja zachodzi szczególnie u stóp wodospadów i progów wodnych (wiry pionowe) oraz w krętych korytach rzek w miejscach zwanych strefami wymuszania, w których główny nurt przerzuca się z jednego brzegu na drugi (wiry poziome). 
Eworsja zachodzi także w ciekach podziemnych na obszarach krasowych. Przy tym w okresach, w których podziemne korytarze są całkowicie wypełnione płynącą wodą pod ciśnieniem hydrostatycznym, formy eworsyjne powstawać mogą również w ścianach oraz stropach korytarzy, zwłaszcza w miejscach, w których te się zwężają.
Proces eworsji podłoża skalnego mogą wywoływać również wody spływające pod lodowcami lub spadające szczelinami lodowcowymi, które niosą materiał skalny. Powstające wówczas w podłożu formy zwane są garncami lodowcowymi lub marmitami.